# Spilosoma luctifera
Spilosoma luctifera là một loài bướm đêm thuộc phân họ Arctiinae, họ Erebidae.